# Список мэров Рима

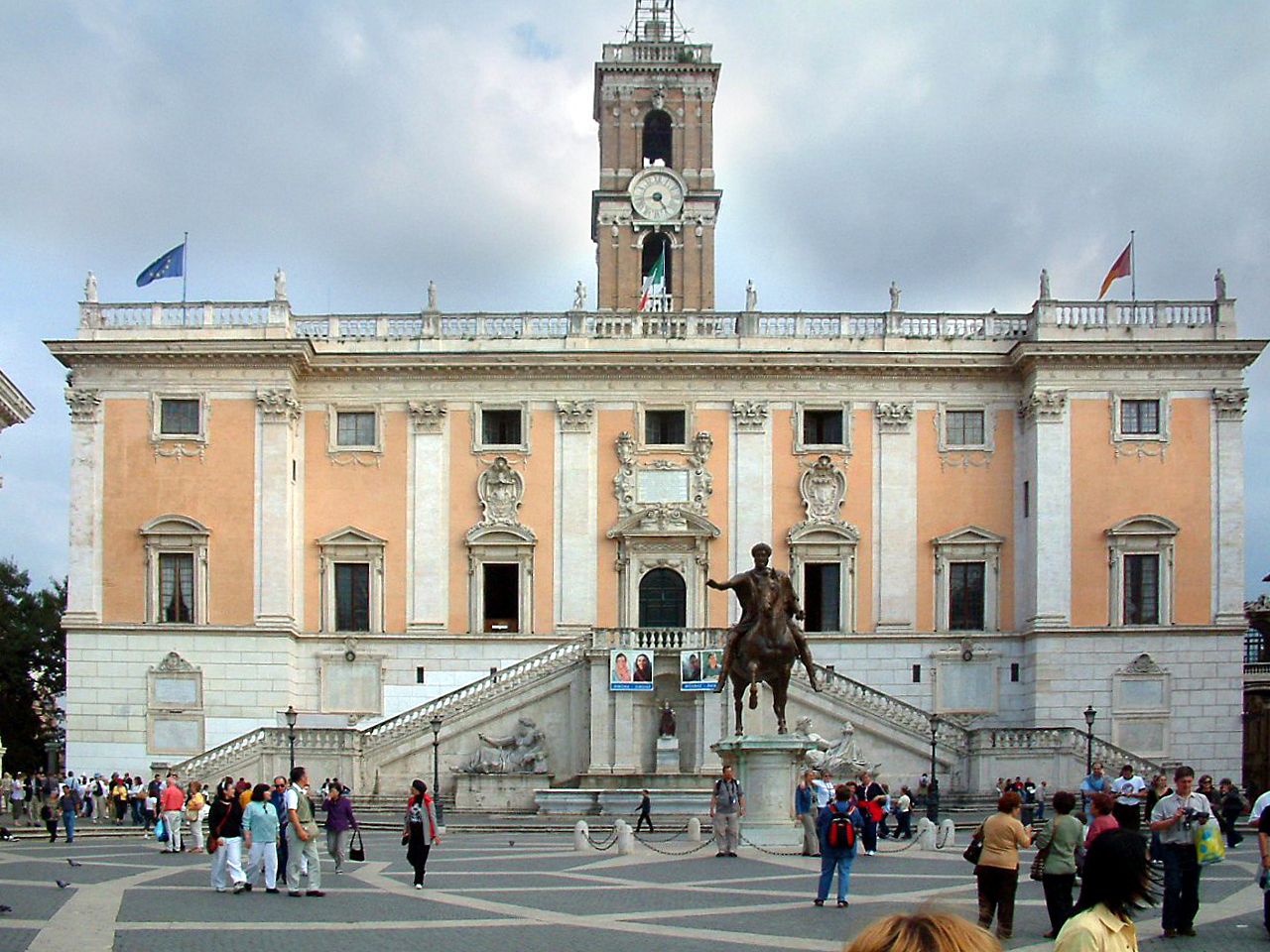
Дворец сенаторов — резиденция мэрии Рима

Мэр Рима — выборная должность главы администрации города Рима, избираемого одновременно с 48 членами городского совета.

## Мэры
С 1870 года новообразованным королевством Италия была учреждена должность мэра Рима (Sindaco di Roma), выбираемая городским советом:
- 1870, Джузеппе Лунати
- 1870—1871, Филиппо Дориа-Памфили
- 1871, Джованни Анджелини
- 1871, Франческо Паллавичини
- 1871—1872, Франческо Гриспиньи
- 1872, Пьетро Вентури
- 1872—1874, Луиджи Пьянчани
- 1874—1877, Пьетро Вентури
- 1877—1880, Эмануэле Русполи
- 1880—1881, Аугусто Армеллини
- 1881—1882, Луиджи Пьянчани
- 1882—1887, Леопольдо Торлониа
- 1888—1889, Алессандро Гвиччоли
- 1889—1890, Аугусто Армеллини
- 1890, Камилло Финоккьяро Априле
- 1890—1892, Онорато Каэтани
- 1892—1899, Эмануэле Русполи
- 1899, Энрико Галлуппи
- 1899—1904, Просперо Колонна
- 1904, Карло Паломба
- 1904—1905, Джованни Кручани Алибранди
- 1905—1907, Джованни Кручани Алибранди
- 1907, Чезаре Сальварецца
- 1907—1913, Эрнесто Натан (Радикальная партия)
- 1913—1914, Фаусто Апель
- 1914—1919, Просперо Колонна
- 1919—1920, Адольфо Аполлони
- 1920—1921, Луиджи Рава
- 1921—1922, Джованни Валли
- 1922—1926, Филиппо Кремонези

## Фашистские губернаторы
Фашистская диктатура отменила должности мэров и городские советы в 1926 году, заменив их одной авторитарной должностью ректора (Podestà), выбираемой Национальной фашистской партией. Ректор Рима именовался «Governatore» (губернатором):
- 1926—1928, Лудовико Спада Потенциани
- 1928—1935, Франческо Бонкомпаньи Лудовизи
- 1935—1936, Джузеппе Боттаи
- 1936—1939, Пьеро Колонна
- 1939—1943, Джанджакомо Боргезе
- 1943—1944, Риккардо Мотта
- 1944, Джованни Орджера

## Мэры
С 1944 по 1993 год мэр Рима выбирался городским советом:
| #  | Имя                  | Вступление в должность date | Окончание полномочий date | Партия                      | Коалиция       | Выборы     |
| -- | -------------------- | --------------------------- | ------------------------- | --------------------------- | -------------- | ---------- |
| 1  | Андреа Дориа Памфили | 4 июня 1944                 | 10 ноября 1946            | беспартийный                | CLN            | нет        |
| 2  | Марио Де Чезаре      | 10 ноября 1946              | 4 ноября 1947             | Коммунистическая            | PCI — PSI      | 1946       |
| 3  | Сальваторе Ребеккини | 4 ноября 1947               | 26 мая 1956               | Христианско-демократическая | DC — PRI — PLI | 1947, 1952 |
| 4  | Умберто Тупини       | 2 июля 1956                 | 9 января 1958             | Христианско-демократическая | DC — PRI — PLI | 1956       |
| 5  | Урбано Чочетти       | 9 января 1958               | 29 апреля 1961            | Христианско-демократическая | DC — PRI — PLI | -          |
| 6  | Глауко Делла Порта   | 17 июля 1962                | 4 марта 1964              | Христианско-демократическая | DC             | 1962       |
| 7  | Америко Петруччи     | 4 марта 1964                | 27 ноября 1967            | Христианско-демократическая | DC             | -          |
| 8  | Ринальдо Сантини     | 27 декабря 1967             | 6 мая 1969                | Христианско-демократическая | DC             | 1967       |
| 9  | Клелио Дарида        | 6 мая 1969                  | 6 мая 1976                | Христианско-демократическая | DC             | 1972       |
| 10 | Джулио Карло Арган   | 6 мая 1976                  | 25 сентября 1979          | Коммунистическая            | PCI            | 1976       |
| 11 | Луиджи Петрозелли    | 25 сентября 1979            | 8 октября 1981            | Коммунистическая            | PCI            | -          |
| 12 | Уго Ветере           | 8 октября 1981              | 12 мая 1985               | Коммунистическая            | PCI            | 1981       |
| 13 | Никола Синьорелло    | 31 июля 1985                | 10 мая 1988               | Христианско-демократическая | DC — PRI — PSI | 1985       |
| 14 | Пьетро Джубило       | 6 августа 1988              | 18 декабря 1989           | Христианско-демократическая | DC — PRI — PSI | -          |
| 15 | Франко Карраро       | 18 декабря 1989             | 19 апреля 1993            | Социалистическая            | DC — PRI — PSI | 1989       |

## Выборные мэры
С 1993 года согласно новой административной реформе мэр Рима избирается всеобщим голосованием, первоначально каждые 4 года, и с 2001 года — каждые 5 лет:
|    | Мэр                                                    | Мэр | Мэр                    | Вступление в должность | Окончание полномочий | Партия                                        | Коалиция | Коалиция                                            |
| -- | ------------------------------------------------------ | --- | ---------------------- | ---------------------- | -------------------- | --------------------------------------------- | -------- | --------------------------------------------------- |
| 16 |                                                        |     | Франческо Рутелли      | 5 декабря 1993         | 8 января 2001        | Федерация зелёных                             |          | PDS — FV — PPI 5 декабря 1993 — 16 ноября 1997      |
| 16 | DS — FV — PPI 16 ноября 1997 — 1 июня 2001             |     | Франческо Рутелли      | 5 декабря 1993         | 8 января 2001        | Федерация зелёных                             |          |                                                     |
| -  |                                                        |     | Энцо Мосино            | 9 января 2001          | 27 мая 2001          | Независимый                                   |          | Чрезвычайный комиссар                               |
| 17 |                                                        |     | Вальтер Вельтрони      | 28 мая 2001            | 13 февраля 2008      | Левые демократы, затем Демократическая партия |          | DS — FV — DL — PRC — PdCI 1 июня 2001 — 1 июня 2006 |
| 17 | DS — FV — DL — PRC — PdCI 1 июня 2006 — 28 апреля 2008 |     | Вальтер Вельтрони      | 28 мая 2001            | 13 февраля 2008      | Левые демократы, затем Демократическая партия |          |                                                     |
| -  |                                                        |     | Марио Морконе          | 14 февраля 2008        | 28 апреля 2008       | Независимый                                   |          | Чрезвычайный комиссар                               |
| 18 |                                                        |     | Джованни Алеманно      | 28 апреля 2008         | 12 июня 2013         | Народ свободы                                 |          | PdL 28 апреля 2008 — 12 июня 2013                   |
| 19 |                                                        |     | Иньяцио Марино         | 12 июня 2013           | 31 октября 2015      | Демократическая партия                        |          | PD — SEL 12 июня 2013 — 31 октября 2015             |
| -  |                                                        |     | Франческо Паоло Тронка | 1 ноября 2015          | 22 июня 2016         | Независимый                                   |          | Назначенный префектурный комиссар                   |
| 20 |                                                        |     | Вирджиния Раджи        | 22 июня 2016           | 21 октября 2021      | Движение пяти звёзд                           |          | M5S                                                 |
| 21 |                                                        |     | Роберто Гуальтьери     | 21 октября 2021        |                      | Демократическая партия                        |          | PD-SI — DemoS — EV — LC                             |